# イリノイ大学
イリノイ大学（University of Illinois）は、アメリカ合衆国イリノイ州の州立大学システム。3つの大学で構成される。旗艦校はアーバナ・シャンペーン校である。このほか、シカゴ校とスプリングフィールド校がある。アーバナ・シャンペーン校は、パブリック・アイビーと称される名門公立大学の一つで、特に工学・自然科学分野における研究実績は国際的にも評価が高い。これまでに送り出したノーベル賞受賞者の数は24人（2014年時）。英国のタイムズが毎年発表する世界大学ランキングで42位（2024年）に位置する。アメリカ大学協会会員。

## アーバナ・シャンペーン校
The University of Illinois at Urbana-Champaign（UIUC）は、18の学部からなる研究機関型総合大学。イリノイ大学システムの3つのキャンパス中、最大の規模と最高の学術レベルを誇る。米国屈指の評価を得る学部・専攻を有し、アメリカ合衆国中西部を代表する大学の一つ。創立は1867年。名前が示すように、キャンパスはアーバナ市とシャンペーン市にまたがって広がる。
学内には著名な米国立スーパーコンピュータ応用研究所 (NCSA) があるが、ここはマーク・アンドリーセンが、画像レンダリングの可能なHTMLブラウザとしては世界初であるMosaicを、他のメンバーとともに作り上げた機関である。（マーク・アンドリーセンは、後にネットスケープコミュニケーションズを設立。）NCSAは1987年、ネットワークを通じて仮想的に端末に接続し、計算機資源を遠隔地から利用できるようにするプログラムであるNCSA telnetを開発した。ちなみに、映画「2001年宇宙の旅」中に登場する宇宙船に搭載された人工知能コンピュータHAL 9000を開発したHAL研究所は、アーバナ市にあるという設定である。
アーバナ・シャンペーン校は世界最初の発光ダイオード (LED) が生まれた場所でもあり、電気工学分野の研究開発においても顕著な実績を上げている。
また、同校工学部は、ペイパルの共同創立者であるマックス・レヴチン、ルーク・ノセクや、ユーチューブの共同創立者であるスティーブ・チェン、ジョード・カリムなど、近年注目される起業家を生んでいる。
上述の工学、電気および計算機工学、計算機科学などの他にも、特に物理科学、図書館情報学、広告研究、心理学、教育心理学、農学、会計学等において高い水準を誇る。

### キャンパス

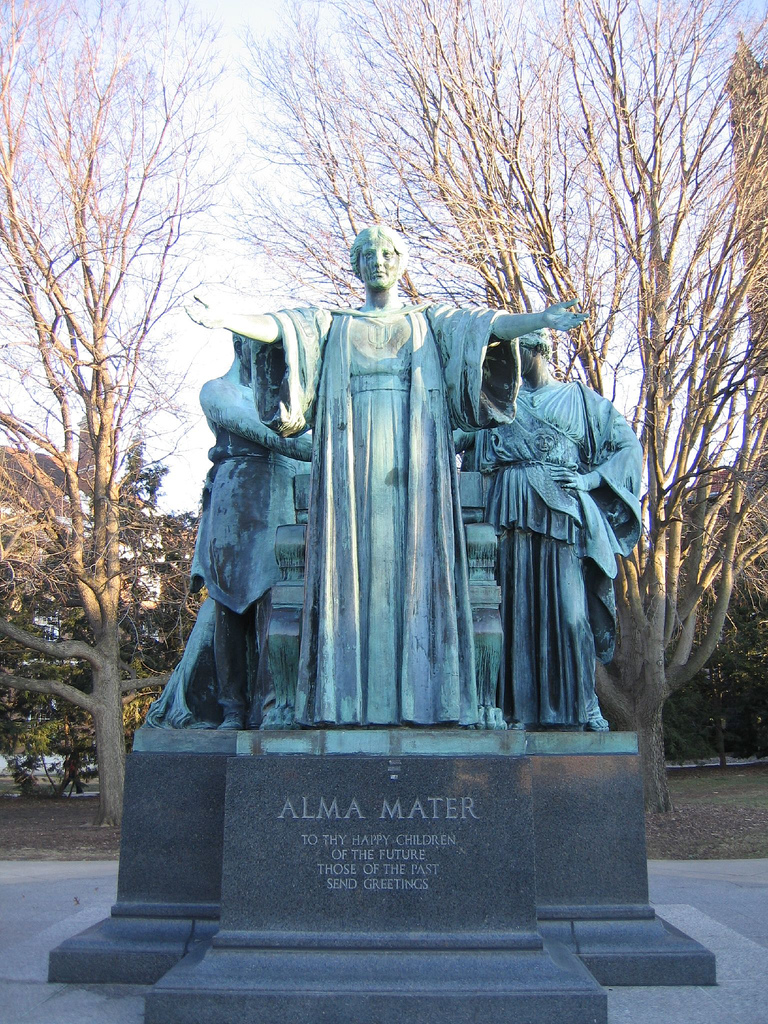
アルマ・マータ像, Illini Union近く

キャンパスの主要部はQuad（四辺形）と呼ばれる長方形の広場であり、ここは主に総合・一般教育を行う施設に囲まれている。Quad南側のフォーリンジャー公会堂を挟んでUndergraduate Library (部学生用図書館)、その南にはビジネス教育系キャンパスがある。Quad北側にはUnion（学生会館）や1997完成のGrainger Library新図書館があり、その向こうに工学系のキャンパスが広がっている。南北に長いキャンパスの外周を2両連結バス（LOOP号等）が時計回りに周回しており、大学の学生証 (I-Pass) を見せれば、2都市内のバス (MTD) は無料で乗車可能。
これら教室ビル群を囲んで学生寮やアパートが林立する。学生は、原則として最初の2年間を寮で生活する。彼らのほとんどは北東の角に位置するIllinois Street Residence Hall（通称ISR）と南西の角に位置する6連棟Champaign Residence Halls（通称Six Packs）に入る。少し離れた場所にある大学病棟の南東には、Pennsylvania Avenue Residence Halls（通称PAR）、Florida Avenue Residence Hallsと呼ばれる寮がある。
Undergraduate Libraryの隣には、100年単位の遺伝子実験材料である、遺伝子組み換え済みのトウモロコシ畑がある。隣接するサヴォイ町 (Savoy) のウィラード空港 (Willard Airport) は大学の所有であり、航空学部の実習はここで行われる。本来小型機用に設計された空港であるが、中・短距離向けに燃料を補給したボーイング747型機なら離着陸が可能な2,500m級滑走路を含め、計４本の滑走路がある。

### その他
同校のスポーツチームはThe Fighting Illiniと称される。激戦区ビッグ・テン・カンファレンスに所属し、特に男子バスケットボールは全米トーナメントに度々出場する有力チーム。同チームは2005年に37勝2敗という同校史上最高の成績を残した。シーズン中はオハイオ州立大学に僅差で敗れた1敗のみ、ビッグ・テン・トーナメントでは優勝、全米トーナメントでも準優勝に輝いた（優勝はノースカロライナ大学）。応援団兼マーチングバンドであるThe Marching Illini のパフォーマンスも高い評価を受けている。大学の運動部のシンボルはネイティブ・アメリカンであるチーフ・イリニウェック (Chief Illiniwek) であるが、これはフロリダ州立大学のセミノールズ (Seminoles) などと同様、ネイティブ・アメリカンの偶像を白人主体の機関が使用しているものとして、20世紀末期にアメリカ合衆国全土に論争を起こした。

### 国際学術交流協定校
- 慶應義塾大学
- 東京大学
- 獨協大学
- 東京工科大学
- 広島工業大学

## シカゴ校
The University of Illinois at Chicago通称UICはシカゴ地区で最大規模の大学である。UIC は毎年29,000万米ドルを上回る研究費を投入しているアメリカ合衆国内で最大の医療学校、並びに生徒数25,000人、合計15カレッジを有している。イリノイ州の健康管理において重要な役割を担うUIC は、州の主要公共医療センターを運営し、イリノイ州の医師、歯科医、薬剤師、看護師、及びその他の健康管理専門職のための教育機関としては最大である。

### キャンパス
現在の UIC は1982年に2つのイリノイ大学キャンパスの合併によって設立された。2つのキャンパスとは、その歴史が19世紀まで遡るメディカルセンター・キャンパス、及びシカゴ市内に広がるシカゴサークル・キャンパスである。当初、退役軍人の再教育のために二年制の学部ネイビー・ピア・キャンパスが海軍の元埠頭ターミナルビル(ネイビー・ピア)に設置されたが、後に民間からの学生も受け入れるようになり、1965年にサークル・キャンパスによりその役目を置き換えられた。
シカゴ校はイリノイ大学医学部の本拠地となっており、医学部はロックフォード、ピオリア、アーバナにサテライトキャンパスがある。アーバナにあるサテライトキャンパスはアーバナ・シャンペーン校の敷地内にあるにもかかわらず、シカゴ校の一部とみなされている。
シカゴ校へのアクセス手段は主に自動車であるが、駐車スペースが限られているため、ステッカー登録制である。市バス、高架鉄道等も運行されている。West Campusへは2006年に新設された高架鉄道Pink LineのPolk駅により、便利にアクセス出来る。シカゴ校の学生であれば割引定期券・回数券を生徒サービス事務所で購入することが可能。East Campusへは、Polk駅からさらに市バスもしくは大学の無料Intercampus shuttleバスに乗る必要がある（約1マイル）。
キャンパス内の公会堂であるUIC Pavillionは一般に公開されており、著名なロックバンドなどのコンサート等で賑わう。
シカゴ校のコンピューターネットワークはシャンペーン・アーバナ校のネットワークに直結しており、世界的にも歴史の古いワイドエリア・ネットワーク(WLAN)である。

## スプリングフィールド校
イリノイ州の州都スプリングフィールドにあるイリノイ大学スプリングフィールド校の前身は、1969年から1995年6月30日までサンガモン州立大学と称されていた。ここはイリノイ大学の3つのキャンパスの中では最も規模が小さい。

## 同窓会
イリノイ大学同窓会はIllinois Alumni誌を隔月で刊行している。同窓生についての特集記事や同窓会活動、死亡記事やその他同窓生に情報を伝え大学との繋がりを維持するのに役立つ情報が含まれている。Illinois Alumniは会費を納めている同窓会員にメール便で送られている。この会誌にはISSN 1096-5866が割り当てられている。